# Whip It (filme)
Whip It (bra: Garota Fantástica; prt: Sobre Rodas) é uma produção norte-americana de 2009, dirigida por Drew Barrymore e escrita por Shauna Cross, baseado no romance Derby Girl de Cross. O filme marcou a estreia de Barrymore como diretora. A produção é estrelada por Elliot Page que vive a adolescente "Bliss Cavendar".

## Elenco
| Ator              | Personagem              |
| ----------------- | ----------------------- |
| Elliot Page       | Bliss Cavendar          |
| Marcia Gay Harden | Brooke Cavendar         |
| Juliette Lewis    | Iron Maven              |
| Drew Barrymore    | Smashley Simpson        |
| Kristen Wiig      | Maggie Mayhem           |
| Jimmy Fallon      | 'Hot Tub' Johnny Rocket |
| Alia Shawkat      | Pash Amini              |
| Ari Graynor       | Eva Destruction         |
| Zoë Bell          | Bloody Holly            |
| Eve               | Rosa Sparks             |

## Recepção
No agregador de críticas Rotten Tomatoes, que categoriza as opiniões apenas como positivas ou negativas, o filme tem um índice de aprovação de 85% calculado com base em 188 comentários dos críticos que é seguido do consenso: "Embora feito de ingredientes excessivamente familiares, a estreia na direção de Drew Barrymore tem charme, energia e humor bem-humorado suficientes para transcender seus muitos clichês". Já no agregador Metacritic, com base em 31 opiniões de críticos que escrevem em maioria para a imprensa tradicional, o filme tem uma média aritmética ponderada de 68 entre 100, com a indicação de "revisões geralmente favoráveis".